# Henrietta Csiszár
Henrietta Csiszár (Hajdúnánás, 15 maggio 1994) è una calciatrice e giocatrice di calcio a 5 ungherese, centrocampista dell'Inter e della nazionale ungherese.

## Carriera

### Calcio a 11

#### Club

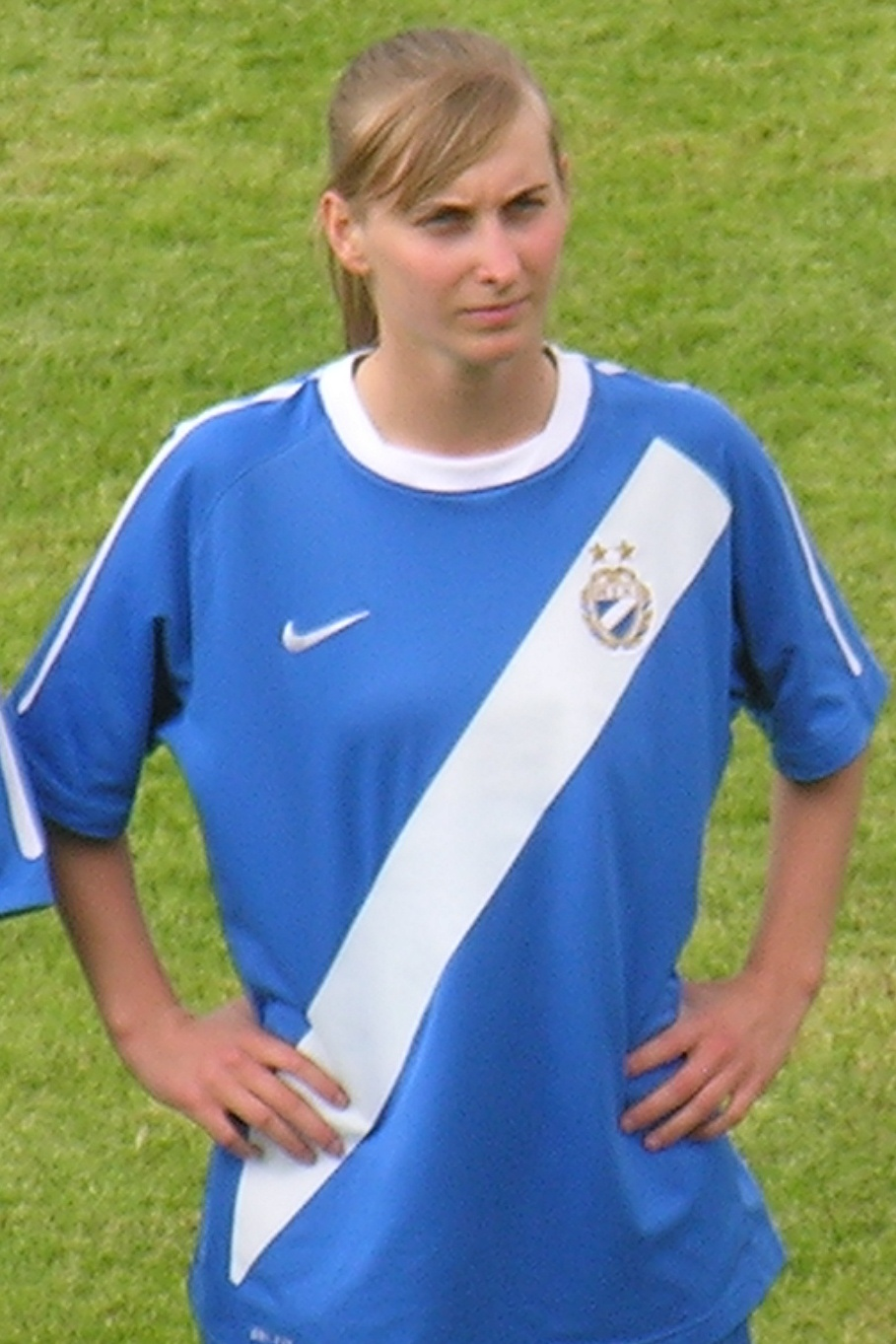
Csiszár con la maglia del nel 2013.

Cresciuta in una famiglia di sportivi (il padre è stato un calciatore professionista, mentre la madre ha praticato la pallamano), Csiszár inizia la sua carriera a 10 anni con l'Hajdúnánás, la squadra della sua città natale. Dopo essere passata dalla F alla C giovanile, a 14 anni si trasferisce a Budapest per entrare a far parte del settore giovanile del Ferencváros. Qui viene promossa in prima squadra nella stagione 2008-2009 e fa il suo esordio nella Női NB I, la massima serie ungherese. Diventa capitano della squadra biancoverde nella stagione 2010-2011. Dopo aver maturato 60 presenze e segnato 27 gol con il Ferencváros, nel 2012 si trasferisce al Belvárosi, con cui segna 17 gol in sole 13 partite. A metà della stagione 2012-2013 passa al MTK Hungária, squadra con la quale conquista 2 titoli e 2 coppe nazionali e colleziona cinque presenze in Champions League. Nel 2015 lascia l'MTK e affronta la sua prima esperienza all'estero militando per sei mesi nel campionato rumeno nelle file dell'ASA Tirgu Mures.
Per la stagione 2015-2016 si trasferisce in Germania firmando un contratto con il Lübars e debuttando in 2. Frauen-Bundesliga, la seconda divisione tedesca. Qui si mette in evidenza chiudendo il campionato con 10 gol in 22 gare.
La stagione successiva passa al Bayer Leverkusen e a disposizione del tecnico Thomas Obliers fa il suo esordio in Frauen-Bundesliga l'11 settembre 2016, alla 2ª giornata di campionato, scendendo in campo da titolare nella sconfitta esterna per 2-0 con il Wolfsburg. Rimane legata al club di Leverkusen per cinque stagioni, seguendo la squadra nella retrocessione nella serie cadetta e contribuendo in maniera decisiva all'immediato ritorno in Bundesliga siglando 10 reti nella stagione 2017-2018. In maglia rossonera colleziona 100 presenze e 18 gol in 5 campionati.
Nell'estate 2021 decide di affrontare una nuova esperienza estera firmando un contratto per una stagione con l'Inter. Fa il suo esordio in campionato il 28 agosto nella vittoriosa trasferta delle nerazzurre a Napoli. Il primo gol in serie A e in maglia nerazzurra arriva alla seconda giornata del girone di ritorno, quando nei minuti finali realizza la rete del vantaggio nella gara con la Lazio. A marzo 2022 firma il prolungamento per altre due stagioni del suo contratto, che nel giugno del 2024 viene ulteriormente rinnovato fino al 30 giugno 2026. Chiude la stagione 2023-24 con 23 presenze e 1 gol (contro il Pomigliano) in campionato, durante il quale veste la fascia di capitano in più di un'occasione.

#### Nazionale
Csiszár inizia ad essere convocata dalla Federcalcio ungherese nei primi anni duemiladieci, vestendo inizializzante le maglie della nazionali giovanili, dalla formazione Under-17, con la quale disputa la prima fase di qualificazione all'edizione 2011 dell'Europeo di categoria, dove segna i suoi primi due gol internazionali, una doppietta alle pari età della Moldavia, nell'unica vittoria del girone che vede l'Ungheria non accedere al turno successivo.
Con l'Under-19 disputa le qualificazioni, senza mai giungere alla fase finale, agli Europei di Turchia 2012, dove la sua nazionale viene eliminata già al primo turno, e i successivi di Galles 2013, dove Csiszár contribuisce al passaggio del primo turno siglando una rete nel pareggio per 3-3 con il Portogallo, ma con l'Ungheria che al secondo turno vince solo uno, 4-3 con la Serbia, dei tre incontri in programma.
Nel frattempo, nel gennaio 2012 arriva la sua prima convocazione in nazionale maggiore, inserita in rosa con la squadra che disputa l'edizione 2012 dell'Algarve Cup dal commissario tecnico László Kiss, torneo nel quale esordisce il 29 febbraio, nel primo incontro del gruppo C nella fase a gironi vinto per 1-0 con l'Irlanda.
Divenuta in pianta stabile titolare della nazionale e ottenuta la fascia di capitano, il 26 ottobre 2021 taglia il traguardo delle 100 presenze con la maglia magiara nella vittoria per 7-1 con le Far Oer. Nello stesso anno viene premiata per la prima volta come calciatrice ungherese dell'anno.

### Calcio a 5
Per alcune stagioni Csiszár ha contemporaneamente militato ad alti livelli nei campionati di calcio a 5 ungheresi, giocando in massima serie (la Női futsal NB I) per il Dunakeszi Kinizsi Futsal Klub Kft e in serie cadetta (la Női futsal NB II) con Rubeola FC Csömör  e Debreceni Egyetem Atlétikai Club.

## Statistiche

### Presenze e reti nei club
Statistiche aggiornate al 10 maggio 2025.
| Stagione                | Squadra                 | Campionato              | Campionato | Campionato | Coppe nazionali | Coppe nazionali | Coppe nazionali | Coppe continentali | Coppe continentali | Coppe continentali | Altre coppe | Altre coppe | Altre coppe | Totale | Totale |
| Stagione                | Squadra                 | Comp                    | Pres       | Reti       | Comp            | Pres            | Reti            | Comp               | Pres               | Reti               | Comp        | Pres        | Reti        | Pres   | Reti   |
| ----------------------- | ----------------------- | ----------------------- | ---------- | ---------- | --------------- | --------------- | --------------- | ------------------ | ------------------ | ------------------ | ----------- | ----------- | ----------- | ------ | ------ |
| 2008-2009               | Ferencváros             | NB I                    | 3          | 1          | CU              | -               | -               |                    | -                  | -                  |             | -           | -           | 3      | 1      |
| 2009-2010               | Ferencváros             | NB I                    | 14         | 3          | CU              | 3               | 0               |                    | -                  | -                  |             | -           | -           | 17     | 3      |
| 2010-2011               | Ferencváros             | NB I                    | 14+8       | 10+1       | CU              | 1               | 1               |                    | -                  | -                  |             | -           | -           | 23     | 12     |
| 2011-2012               | Ferencváros             | NB I                    | 13+8       | 1+11       | CU              | -               | -               |                    | -                  | -                  |             | -           | -           | 21     | 12     |
| Totale Ferencváros      | Totale Ferencváros      | Totale Ferencváros      | 44+16      | 15+12      |                 | 4               | 1               |                    | -                  | -                  |             | -           | -           | 64     | 28     |
| ago - nov. 2012         | Belvárosi NLC           | NB I                    | 13         | 17         |                 | -               | -               |                    | -                  | -                  |             | -           | -           | 13     | 17     |
| nov. 2012-2013          | MTK Hungária            | NB I                    | 3+10       | 1+5        | CU              | 2               | 1               |                    | -                  | -                  |             | -           | -           | 15     | 7      |
| 2013-2014               | MTK Hungária            | NB I                    | 9+0        | 3+0        | CU              | 2               | 4               | UWCL               | 5                  | 0                  |             | -           | -           | 16     | 7      |
| 2014-2015               | MTK Hungária            | NB I                    | -          | -          | CU              | -               | -               |                    | -                  | -                  |             | -           | -           | -      | -      |
| Totale MTK Hungária     | Totale MTK Hungária     | Totale MTK Hungária     | 12+10      | 4+5        |                 | 4               | 5               |                    | 5                  | 0                  |             | -           | -           | 31     | 14     |
| 2015                    | ASA Târgu Mureș         |                         | ?          | ?          |                 | ?               | ?               |                    | -                  | -                  |             | -           | -           | ?      | ?      |
| 2015-2016               | Lübars                  | 2. BL                   | 22         | 10         | CG              | 4               | 2               |                    | -                  | -                  |             | -           | -           | 26     | 12     |
| 2016-2017               | Bayer Leverkusen        | BL                      | 20         | 1          | CG              | 4               | 1               |                    | -                  | -                  |             | -           | -           | 24     | 2      |
| 2017-2018               | Bayer Leverkusen        | 2. BL                   | 19         | 10         | CG              | 1               | 0               |                    | -                  | -                  |             | -           | -           | 20     | 10     |
| 2018-2019               | Bayer Leverkusen        | BL                      | 21         | 3          | CG              | 2               | 0               |                    | -                  | -                  |             | -           | -           | 23     | 3      |
| 2019-2020               | Bayer Leverkusen        | BL                      | 21         | 1          | CG              | 4               | 0               |                    | -                  | -                  |             | -           | -           | 25     | 1      |
| 2020-2021               | Bayer Leverkusen        | BL                      | 19         | 3          | CG              | -               | -               |                    | -                  | -                  |             | -           | -           | 19     | 3      |
| Totale Bayer Leverkusen | Totale Bayer Leverkusen | Totale Bayer Leverkusen | 100        | 18         |                 | 11              | 1               |                    | -                  | -                  |             | -           | -           | 111    | 19     |
| 2021-2022               | Inter                   | A                       | 21         | 2          | CI              | 3               | 0               |                    | -                  | -                  |             | -           | -           | 24     | 2      |
| 2022-2023               | Inter                   | A                       | 10         | 0          | CI              | 3               | 0               |                    | -                  | -                  |             | -           | -           | 13     | 0      |
| 2023-2024               | Inter                   | A                       | 23         | 1          | CI              | 3               | 0               |                    | -                  | -                  |             | -           | -           | 26     | 1      |
| 2024-2025               | Inter                   | A                       | 22         | 1          | CI              | 2               | 0               |                    | -                  | -                  |             | -           | -           | 24     | 1      |
| 2025-2026               | Inter                   | A                       | -          | -          | CI              | -               | -               | UWCL               | -                  | -                  | WC          | -           | -           | -      | -      |
| Totale Inter            | Totale Inter            | Totale Inter            | 76         | 4          |                 | 11              | 0               |                    | -                  | -                  |             | -           | -           | 87     | 4      |
| Totale carriera         | Totale carriera         | Totale carriera         | 293        | 87         |                 | 34              | 9               |                    | 5                  | 0                  |             | -           | -           | 332    | 94     |

### Cronologia presenze e reti in nazionale
| Cronologia completa delle presenze e delle reti in nazionale ― Ungheria | Cronologia completa delle presenze e delle reti in nazionale ― Ungheria | Cronologia completa delle presenze e delle reti in nazionale ― Ungheria | Cronologia completa delle presenze e delle reti in nazionale ― Ungheria | Cronologia completa delle presenze e delle reti in nazionale ― Ungheria | Cronologia completa delle presenze e delle reti in nazionale ― Ungheria | Cronologia completa delle presenze e delle reti in nazionale ― Ungheria | Cronologia completa delle presenze e delle reti in nazionale ― Ungheria |
| Data                                                                    | Città                                                                   | In casa                                                                 | Risultato                                                               | Ospiti                                                                  | Competizione                                                            | Reti                                                                    | Note                                                                    |
| ----------------------------------------------------------------------- | ----------------------------------------------------------------------- | ----------------------------------------------------------------------- | ----------------------------------------------------------------------- | ----------------------------------------------------------------------- | ----------------------------------------------------------------------- | ----------------------------------------------------------------------- | ----------------------------------------------------------------------- |
| 29-2-2012                                                               | Silves                                                                  | Irlanda                                                                 | 0 – 1                                                                   | Ungheria                                                                | Algarve Cup 2012 - 1º turno                                             | -                                                                       | 63’                                                                     |
| 2-3-2012                                                                | Parchal                                                                 | Portogallo                                                              | 4 – 0                                                                   | Ungheria                                                                | Algarve Cup 2012 - 1º turno                                             | -                                                                       | 58’                                                                     |
| 5-3-2012                                                                | Vila Real de Santo António                                              | Ungheria                                                                | 1 – 2                                                                   | Galles                                                                  | Algarve Cup 2012 - 1º turno                                             | -                                                                       | 60’                                                                     |
| 7-3-2012                                                                | Quarteira                                                               | Ungheria                                                                | 1 – 2                                                                   | Irlanda                                                                 | Algarve Cup 2012 - Finale 11º posto                                     | -                                                                       | 46’                                                                     |
| 4-4-2012                                                                | Kecskemét                                                               | Ungheria                                                                | 0 – 5                                                                   | Norvegia                                                                | Qual. Euro 2013                                                         | -                                                                       | 56’ 86’                                                                 |
| 23-5-2012                                                               | Telki                                                                   | Ungheria                                                                | 0 – 4                                                                   | Ucraina                                                                 | Amichevole                                                              | -                                                                       | 72’                                                                     |
| 16-6-2012                                                               | Reykjavík                                                               | Islanda                                                                 | 3 – 0                                                                   | Ungheria                                                                | Qual. Euro 2013                                                         | -                                                                       | 46’                                                                     |
| 20-6-2012                                                               | Szombathely                                                             | Ungheria                                                                | 1 – 3                                                                   | Belgio                                                                  | Qual. Euro 2013                                                         | -                                                                       |                                                                         |
| 24-8-2012                                                               | Stara Pazova                                                            | Serbia                                                                  | 2 – 3                                                                   | Ungheria                                                                | Amichevole                                                              | 1                                                                       | 65’ 72’                                                                 |
| 19-9-2012                                                               | Sopron                                                                  | Ungheria                                                                | 9 – 0                                                                   | Bulgaria                                                                | Qual. Euro 2013                                                         | -                                                                       | 75’                                                                     |
| 6-3-2013                                                                | Ferreiras                                                               | Ungheria                                                                | 0 – 1                                                                   | Messico                                                                 | Algarve Cup 2013 - 1º turno                                             | -                                                                       | 68’                                                                     |
| 8-3-2013                                                                | Vila Real de Santo António                                              | Portogallo                                                              | 0 – 2                                                                   | Ungheria                                                                | Algarve Cup 2013 - 1º turno                                             | -                                                                       | 83’                                                                     |
| 11-3-2013                                                               | Quarteira                                                               | Galles                                                                  | 1 – 1                                                                   | Ungheria                                                                | Algarve Cup 2013 - 1º turno                                             | 1                                                                       | 76’                                                                     |
| 13-3-2013                                                               | Parchal                                                                 | Ungheria                                                                | 1 – 4                                                                   | Islanda                                                                 | Algarve Cup 2013 - Finale 9º posto                                      | -                                                                       | 41’                                                                     |
| 17-4-2013                                                               | Beltinci                                                                | Slovenia                                                                | 1 – 4                                                                   | Ungheria                                                                | Amichevole                                                              | -                                                                       |                                                                         |
| 31-5-2013                                                               | Győr                                                                    | Ungheria                                                                | 4 – 0                                                                   | Galles                                                                  | Amichevole                                                              | -                                                                       |                                                                         |
| 2-6-2013                                                                | Lipót                                                                   | Ungheria                                                                | 2 – 1                                                                   | Galles                                                                  | Amichevole                                                              | -                                                                       | Uscita                                                                  |
| 20-8-2013                                                               | Balatonfüred                                                            | Ungheria                                                                | 2 – 3                                                                   | Slovacchia                                                              | Balaton Cup 2013                                                        | -                                                                       | 73’                                                                     |
| 22-8-2013                                                               | Balatonfüred                                                            | Ungheria                                                                | 1 – 3                                                                   | Rep. Ceca                                                               | Balaton Cup 2013                                                        | -                                                                       | Uscita                                                                  |
| 3-9-2013                                                                | Gyula                                                                   | Ungheria                                                                | 3 – 2                                                                   | Romania                                                                 | Amichevole                                                              | -                                                                       | Ingresso                                                                |
| 25-9-2013                                                               | Budapest                                                                | Ungheria                                                                | 0 – 4                                                                   | Danimarca                                                               | Amichevole                                                              | -                                                                       | Uscita                                                                  |
| 26-10-2013                                                              | Budapest                                                                | Ungheria                                                                | 0 – 3                                                                   | Austria                                                                 | Qual. Mondiali 2015                                                     | -                                                                       | 72’                                                                     |
| 23-11-2013                                                              | Győr                                                                    | Ungheria                                                                | 4 – 1                                                                   | Kazakistan                                                              | Qual. Mondiali 2015                                                     | -                                                                       | 67’                                                                     |
| 7-3-2014                                                                | Umago                                                                   | Croazia                                                                 | 2 – 2                                                                   | Ungheria                                                                | Istria Cup 2014                                                         | -                                                                       | Uscita                                                                  |
| 9-3-2014                                                                | Umago                                                                   | Ungheria                                                                | 4 – 0                                                                   | Stati Uniti                                                             | Istria Cup 2014                                                         | -                                                                       | 46’                                                                     |
| 11-3-2014                                                               | Umago                                                                   | Polonia                                                                 | 1 – 4                                                                   | Ungheria                                                                | Istria Cup 2014                                                         | -                                                                       |                                                                         |
| 5-4-2014                                                                | Győr                                                                    | Ungheria                                                                | 0 – 4                                                                   | Finlandia                                                               | Qual. Mondiali 2015                                                     | -                                                                       |                                                                         |
| 10-4-2014                                                               | Helsinki                                                                | Finlandia                                                               | 4 – 0                                                                   | Ungheria                                                                | Qual. Mondiali 2015                                                     | -                                                                       |                                                                         |
| 14-6-2014                                                               | Almaty                                                                  | Kazakistan                                                              | 1 – 2                                                                   | Ungheria                                                                | Qual. Mondiali 2015                                                     | -                                                                       |                                                                         |
| 23-7-2014                                                               | Târgu Mureș                                                             | Romania                                                                 | 5 – 1                                                                   | Ungheria                                                                | Amichevole                                                              | -                                                                       |                                                                         |
| 3-8-2014                                                                | Balatonfüred                                                            | Ungheria                                                                | 1 – 2                                                                   | Romania                                                                 | Balaton Cup 2014                                                        | -                                                                       | 61’                                                                     |
| 5-8-2014                                                                | Balatonfüred                                                            | Ungheria                                                                | 3 – 1                                                                   | Croazia                                                                 | Balaton Cup 2014                                                        | -                                                                       |                                                                         |
| 20-8-2014                                                               | Budapest                                                                | Ungheria                                                                | 0 – 4                                                                   | Francia                                                                 | Qual. Mondiali 2015                                                     | -                                                                       |                                                                         |
| 13-9-2014                                                               | Sankt Pölten                                                            | Austria                                                                 | 4 – 3                                                                   | Ungheria                                                                | Qual. Mondiali 2015                                                     | -                                                                       |                                                                         |
| 17-9-2014                                                               | Loveč                                                                   | Bulgaria                                                                | 0 – 7                                                                   | Ungheria                                                                | Qual. Mondiali 2015                                                     | 1                                                                       | 30’ 77’                                                                 |
| 26-11-2014                                                              | Telki                                                                   | Ungheria                                                                | 8 – 0                                                                   | Macedonia                                                               | Amichevole                                                              | 1                                                                       | 81’                                                                     |
| 11-2-2015                                                               | Lipót                                                                   | Ungheria                                                                | 2 – 7                                                                   | Polonia                                                                 | Amichevole                                                              | -                                                                       |                                                                         |
| 4-3-2015                                                                | Parenzo                                                                 | Irlanda                                                                 | 1 – 1                                                                   | Ungheria                                                                | Istria Cup 2015                                                         | -                                                                       |                                                                         |
| 6-3-2015                                                                | Umago                                                                   | Austria                                                                 | 1 – 0                                                                   | Ungheria                                                                | Istria Cup 2015                                                         | -                                                                       |                                                                         |
| 9-3-2015                                                                | Rovigno                                                                 | Ungheria                                                                | 1 – 3                                                                   | Slovacchia                                                              | Istria Cup 2015                                                         | -                                                                       |                                                                         |
| 11-3-2015                                                               | Umago                                                                   | Ungheria                                                                | 3 – 1                                                                   | Romania                                                                 | Istria Cup 2015                                                         | -                                                                       |                                                                         |
| 15-6-2015                                                               | Lutraki                                                                 | Grecia                                                                  | 0 – 1                                                                   | Ungheria                                                                | Amichevole                                                              | -                                                                       | Uscita                                                                  |
| 17-6-2015                                                               | Lutraki                                                                 | Grecia                                                                  | 1 – 1                                                                   | Ungheria                                                                | Amichevole                                                              | -                                                                       | 72’                                                                     |
| 1-8-2015                                                                | Balatonfüred                                                            | Ungheria                                                                | 4 – 4                                                                   | Slovacchia                                                              | Balaton Cup 2015                                                        | -                                                                       |                                                                         |
| 3-8-2015                                                                | Balatonfüred                                                            | Ungheria                                                                | 2 – 0                                                                   | Bielorussia                                                             | Balaton Cup 2015                                                        | -                                                                       | Uscita                                                                  |
| 18-9-2015                                                               | Halle                                                                   | Germania                                                                | 12 – 0                                                                  | Ungheria                                                                | Qual. Euro 2017                                                         | -                                                                       |                                                                         |
| 21-10-2015                                                              | Budapest                                                                | Ungheria                                                                | 1 – 0                                                                   | Turchia                                                                 | Qual. Euro 2017                                                         | -                                                                       | 71’                                                                     |
| 29-11-2015                                                              | Felcsút                                                                 | Ungheria                                                                | 0 – 1                                                                   | Russia                                                                  | Qual. Euro 2017                                                         | -                                                                       |                                                                         |
| 2-3-2016                                                                | Dherynia                                                                | Ungheria                                                                | 0 – 2                                                                   | Italia                                                                  | Cipro Cup 2016                                                          | -                                                                       | Cap. 77’                                                                |
| 4-3-2016                                                                | Larnaca                                                                 | Ungheria                                                                | 1 – 2                                                                   | Austria                                                                 | Cipro Cup 2016                                                          | -                                                                       |                                                                         |
| 7-3-2016                                                                | Paralimni                                                               | Ungheria                                                                | 1 – 0                                                                   | Irlanda                                                                 | Cipro Cup 2016                                                          | -                                                                       | Cap.                                                                    |
| 9-3-2016                                                                | Paralimni                                                               | Ungheria                                                                | 2 – 1                                                                   | Galles                                                                  | Cipro Cup 2016                                                          | 1                                                                       | 46’ 92’                                                                 |
| 8-4-2016                                                                | Győr                                                                    | Ungheria                                                                | 2 – 0                                                                   | Croazia                                                                 | Qual. Euro 2017                                                         | -                                                                       | Cap.                                                                    |
| 12-4-2016                                                               | San Pietroburgo                                                         | Russia                                                                  | 3 – 3                                                                   | Ungheria                                                                | Qual. Euro 2017                                                         | -                                                                       |                                                                         |
| 31-5-2016                                                               | Győr                                                                    | Ungheria                                                                | 0 – 0                                                                   | Bosnia ed Erzegovina                                                    | Amichevole                                                              | -                                                                       | Cap.                                                                    |
| 6-6-2016                                                                | Adalia                                                                  | Turchia                                                                 | 2 – 1                                                                   | Ungheria                                                                | Qual. Euro 2017                                                         | -                                                                       | 46’                                                                     |
| 20-9-2016                                                               | Győr                                                                    | Ungheria                                                                | 0 – 1                                                                   | Germania                                                                | Qual. Euro 2017                                                         | -                                                                       | Cap.                                                                    |
| 19-10-2016                                                              | Boryspil'                                                               | Ucraina                                                                 | 0 – 4                                                                   | Ungheria                                                                | Amichevole                                                              | 1                                                                       | Cap. 82’                                                                |
| 23-11-2016                                                              | Telki                                                                   | Ungheria                                                                | 4 – 3                                                                   | Serbia                                                                  | Amichevole                                                              | -                                                                       | Cap.                                                                    |
| 1-3-2017                                                                | Paralimni                                                               | Ungheria                                                                | 0 – 2                                                                   | Galles                                                                  | Cipro Cup 2017                                                          | -                                                                       | Cap.                                                                    |
| 3-3-2017                                                                | Paralimni                                                               | Ungheria                                                                | 0 – 0                                                                   | Irlanda                                                                 | Cipro Cup 2017                                                          | -                                                                       | Cap.                                                                    |
| 6-3-2017                                                                | Paralimni                                                               | Ungheria                                                                | 2 – 1                                                                   | Rep. Ceca                                                               | Cipro Cup 2017                                                          | -                                                                       | Cap.                                                                    |
| 8-3-2017                                                                | Paralimni                                                               | Ungheria                                                                | 1 – 3                                                                   | Nuova Zelanda                                                           | Cipro Cup 2017                                                          | -                                                                       | Cap.                                                                    |
| 5-4-2017                                                                | Telki                                                                   | Ungheria                                                                | 2 – 2                                                                   | Slovenia                                                                | Amichevole                                                              | 1                                                                       | Cap. 1’                                                                 |
| 28-7-2017                                                               | Balatonfüred                                                            | Ungheria                                                                | 1 – 1                                                                   | Serbia                                                                  | Balaton Cup 2017                                                        | -                                                                       |                                                                         |
| 30-7-2017                                                               | Balatonfüred                                                            | Ungheria                                                                | 3 – 2                                                                   | Romania                                                                 | Balaton Cup 2017                                                        | 2                                                                       | 72’ 84’                                                                 |
| 14-9-2017                                                               | Telki                                                                   | Ungheria                                                                | 0 – 3                                                                   | Scozia                                                                  | Amichevole                                                              | -                                                                       | Cap. 62’                                                                |
| 19-9-2017                                                               | Győr                                                                    | Ungheria                                                                | 1 – 6                                                                   | Danimarca                                                               | Qual. Mondiali 2019                                                     | -                                                                       | Cap.                                                                    |
| 19-10-2017                                                              | Győr                                                                    | Ungheria                                                                | 2 – 2                                                                   | Croazia                                                                 | Qual. Mondiali 2019                                                     | 2                                                                       | Cap. 75’ 94’                                                            |
| 24-10-2017                                                              | Borås                                                                   | Svezia                                                                  | 5 – 0                                                                   | Ungheria                                                                | Qual. Mondiali 2019                                                     | -                                                                       | Cap.                                                                    |
| 24-11-2017                                                              | Balmazújváros                                                           | Ungheria                                                                | 0 – 1                                                                   | Ucraina                                                                 | Qual. Mondiali 2019                                                     | -                                                                       | Cap. 45’                                                                |
| 28-2-2018                                                               | Paralimni                                                               | Ungheria                                                                | 0 – 2                                                                   | Corea del Nord                                                          | Cipro Cup 2018                                                          | -                                                                       | Cap.                                                                    |
| 2-3-2018                                                                | Paralimni                                                               | Ungheria                                                                | 0 – 1                                                                   | Sudafrica                                                               | Cipro Cup 2018                                                          | -                                                                       | Cap.                                                                    |
| 5-3-2018                                                                | Paralimni                                                               | Ungheria                                                                | 1 – 1                                                                   | Slovacchia                                                              | Cipro Cup 2018                                                          | -                                                                       | Cap.                                                                    |
| 7-3-2018                                                                | Paralimni                                                               | Ungheria                                                                | 0 – 2                                                                   | Finlandia                                                               | Cipro Cup 2018                                                          | -                                                                       | Cap.                                                                    |
| 5-4-2018                                                                | Szombathely                                                             | Ungheria                                                                | 1 – 4                                                                   | Svezia                                                                  | Qual. Mondiali 2019                                                     | -                                                                       | Cap.                                                                    |
| 9-4-2018                                                                | Zara                                                                    | Croazia                                                                 | 1 – 3                                                                   | Ungheria                                                                | Qual. Mondiali 2019                                                     | -                                                                       | Cap.                                                                    |
| 12-6-2018                                                               | Viborg                                                                  | Danimarca                                                               | 5 – 1                                                                   | Ungheria                                                                | Qual. Mondiali 2019                                                     | -                                                                       | Cap. 37’ 84’                                                            |
| 4-9-2018                                                                | Ternopil'                                                               | Ucraina                                                                 | 2 – 0                                                                   | Ungheria                                                                | Qual. Mondiali 2019                                                     | -                                                                       | Cap. 75’                                                                |
| 5-10-2018                                                               | Ta' Qali                                                                | Malta                                                                   | 0 – 1                                                                   | Ungheria                                                                | Amichevole                                                              | -                                                                       | Cap. 82’                                                                |
| 8-10-2018                                                               | Ta' Qali                                                                | Malta                                                                   | 0 – 3                                                                   | Ungheria                                                                | Amichevole                                                              | 2                                                                       | Cap. 23’ 58’                                                            |
| 8-11-2018                                                               | Telki                                                                   | Ungheria                                                                | 4 – 0                                                                   | Estonia                                                                 | Amichevole                                                              | -                                                                       | Cap.                                                                    |
| 27-2-2019                                                               | Larnaca                                                                 | Ungheria                                                                | 0 – 4                                                                   | Thailandia                                                              | Cipro Cup 2019                                                          | -                                                                       | Cap. 20’                                                                |
| 1-3-2019                                                                | Larnaca                                                                 | Ungheria                                                                | 0 – 3                                                                   | Italia                                                                  | Cipro Cup 2019                                                          | -                                                                       | Cap. 38’                                                                |
| 4-3-2019                                                                | Larnaca                                                                 | Ungheria                                                                | 3 – 3                                                                   | Messico                                                                 | Cipro Cup 2019                                                          | -                                                                       | Cap. 92’                                                                |
| 6-3-2019                                                                | Larnaca                                                                 | Ungheria                                                                | 3 – 2                                                                   | Slovacchia                                                              | Cipro Cup 2019                                                          | -                                                                       | 73’                                                                     |
| 6-4-2019                                                                | Alverca do Ribatejo                                                     | Portogallo                                                              | 2 – 1                                                                   | Ungheria                                                                | Amichevole                                                              | -                                                                       | Cap.                                                                    |
| 16-6-2019                                                               | Telki                                                                   | Ungheria                                                                | 6 – 1                                                                   | Cipro                                                                   | Amichevole                                                              | -                                                                       | Cap. 62’                                                                |
| 29-8-2019                                                               | Reykjavík                                                               | Islanda                                                                 | 4 – 1                                                                   | Ungheria                                                                | Qual. Euro 2022                                                         | 1                                                                       | Cap. 42’                                                                |
| 4-10-2019                                                               | Miskolc                                                                 | Ungheria                                                                | 0 – 5                                                                   | Svezia                                                                  | Qual. Euro 2022                                                         | -                                                                       | Cap.                                                                    |
| 8-11-2019                                                               | Senec                                                                   | Slovacchia                                                              | 0 – 0                                                                   | Ungheria                                                                | Qual. Euro 2022                                                         | -                                                                       | Cap.                                                                    |
| 12-11-2019                                                              | Szombathely                                                             | Ungheria                                                                | 4 – 0                                                                   | Lettonia                                                                | Qual. Euro 2022                                                         | -                                                                       | Cap. 85’                                                                |
| 17-9-2020                                                               | Göteborg                                                                | Svezia                                                                  | 8 – 0                                                                   | Ungheria                                                                | Qual. Euro 2022                                                         | -                                                                       | 56’                                                                     |
| 22-9-2020                                                               | Liepāja                                                                 | Lettonia                                                                | 0 – 5                                                                   | Ungheria                                                                | Qual. Euro 2022                                                         | -                                                                       | 62’                                                                     |
| 10-6-2021                                                               | Seghedino                                                               | Ungheria                                                                | 4 – 0                                                                   | Serbia                                                                  | Amichevole                                                              | -                                                                       | 53’                                                                     |
| 14-6-2021                                                               | Seghedino                                                               | Ungheria                                                                | 2 – 3                                                                   | Serbia                                                                  | Amichevole                                                              | -                                                                       | 46’                                                                     |
| 17-9-2021                                                               | Budapest                                                                | Ungheria                                                                | 0 – 2                                                                   | Scozia                                                                  | Qual. Mondiali 2023                                                     | -                                                                       | Cap.                                                                    |
| 21-9-2021                                                               | Budapest                                                                | Ungheria                                                                | 0 – 7                                                                   | Spagna                                                                  | Qual. Mondiali 2023                                                     | -                                                                       | Cap.                                                                    |
| 22-10-2021                                                              | Glasgow                                                                 | Scozia                                                                  | 2 – 1                                                                   | Ungheria                                                                | Qual. Mondiali 2023                                                     | -                                                                       | Cap.                                                                    |
| 26-10-2021                                                              | Tórshavn                                                                | Fær Øer                                                                 | 1 – 7                                                                   | Ungheria                                                                | Qual. Mondiali 2023                                                     | -                                                                       | Cap. 46’                                                                |
| 30-11-2021                                                              | Kisvárda                                                                | Ungheria                                                                | 4 – 2                                                                   | Ucraina                                                                 | Qual. Mondiali 2023                                                     | -                                                                       | Cap.                                                                    |
| 16-2-2022                                                               | La Manga del Mar Menor                                                  | Ungheria                                                                | 2 – 2 (2 – 5 dtr)                                                       | Russia                                                                  | Pinatar Cup 2022                                                        | -                                                                       | Cap.                                                                    |
| 19-2-2022                                                               | La Manga del Mar Menor                                                  | Ungheria                                                                | 2 – 1                                                                   | Polonia                                                                 | Pinatar Cup 2022                                                        | 1                                                                       | Cap. 15’                                                                |
| 22-2-2022                                                               | San Pedro del Pinatar                                                   | Scozia                                                                  | 0 – 0 (3 – 1 dtr)                                                       | Ungheria                                                                | Pinatar Cup 2022                                                        | -                                                                       | Cap. 70’                                                                |
| 8-4-2022                                                                | Budapest                                                                | Ungheria                                                                | 7 – 0                                                                   | Fær Øer                                                                 | Qual. Mondiali 2023                                                     | 1                                                                       | Cap. 13’ 67’                                                            |
| 11-4-2022                                                               | San Pedro del Pinatar                                                   | Brasile                                                                 | 3 – 1                                                                   | Ungheria                                                                | Amichevole                                                              | -                                                                       | Cap.                                                                    |
| 28-6-2022                                                               | Rzeszów                                                                 | Ucraina                                                                 | 2 – 0                                                                   | Ungheria                                                                | Qual. Mondiali 2023                                                     | -                                                                       | Cap. 67’                                                                |
| 7-10-2022                                                               | Zlín                                                                    | Rep. Ceca                                                               | 3 – 3                                                                   | Ungheria                                                                | Amichevole                                                              | -                                                                       | 46’                                                                     |
| 11-11-2022                                                              | Szombathely                                                             | Ungheria                                                                | 3 – 0                                                                   | Uzbekistan                                                              | Amichevole                                                              | -                                                                       | Cap. 46’                                                                |
| 15-11-2022                                                              | Szombathely                                                             | Ungheria                                                                | 5 – 0                                                                   | Uzbekistan                                                              | Amichevole                                                              | -                                                                       | 46’                                                                     |
| 27-10-2023                                                              | Győr                                                                    | Ungheria                                                                | 3 – 2                                                                   | Irlanda del Nord                                                        | UEFA Women's Nations League 2023-2024 - 1º turno                        | -                                                                       | Cap.                                                                    |
| 31-10-2023                                                              | Belfast                                                                 | Irlanda del Nord                                                        | 1 – 1                                                                   | Ungheria                                                                | UEFA Women's Nations League 2023-2024 - 1º turno                        | -                                                                       | Cap.                                                                    |
| 1-12-2023                                                               | Dublino                                                                 | Irlanda                                                                 | 1 – 0                                                                   | Ungheria                                                                | UEFA Women's Nations League 2023-2024 - 1º turno                        | -                                                                       | Cap. 81’                                                                |
| 5-12-2023                                                               | Budapest                                                                | Ungheria                                                                | 6 – 0                                                                   | Albania                                                                 | UEFA Women's Nations League 2023-2024 - 1º turno                        | 3                                                                       | Cap. 10’ 43’ 81’                                                        |
| 23-2-2024                                                               | Felcsút                                                                 | Ungheria                                                                | 1 – 5                                                                   | Belgio                                                                  | UEFA Women's Nations League 2023-2024 - Play-off A-B                    | -                                                                       | Cap.                                                                    |
| 27-2-2024                                                               | Lovanio                                                                 | Belgio                                                                  | 5 – 1                                                                   | Ungheria                                                                | UEFA Women's Nations League 2023-2024 - Play-off A-B                    | -                                                                       | Cap.                                                                    |
| 5-4-2024                                                                | Seghedino                                                               | Ungheria                                                                | 1 – 1                                                                   | Azerbaigian                                                             | Qual. Euro 2025                                                         | 1                                                                       | Cap. 44’                                                                |
| 9-4-2024                                                                | Istanbul                                                                | Turchia                                                                 | 2 – 1                                                                   | Ungheria                                                                | Qual. Euro 2025                                                         | -                                                                       | Cap.                                                                    |
| 31-5-2024                                                               | Biel                                                                    | Svizzera                                                                | 2 – 1                                                                   | Ungheria                                                                | Qual. Euro 2025                                                         | -                                                                       | Cap. 68’                                                                |
| 4-6-2024                                                                | Budapest                                                                | Ungheria                                                                | 1 – 0                                                                   | Svizzera                                                                | Qual. Euro 2025                                                         | 1                                                                       | Cap. 44’                                                                |
| 12-7-2024                                                               | Baku                                                                    | Azerbaigian                                                             | 0 – 5                                                                   | Ungheria                                                                | Qual. Euro 2025                                                         | -                                                                       | Cap. 51’ 64’                                                            |
| 29-11-2024                                                              | Ta' Qali                                                                | Malta                                                                   | 1 – 3                                                                   | Ungheria                                                                | Amichevole                                                              | -                                                                       | Cap.                                                                    |
| 21-2-2025                                                               | Loznica                                                                 | Bielorussia                                                             | 0 – 2                                                                   | Ungheria                                                                | UEFA Women's Nations League 2025 - 1° turno                             | -                                                                       | Cap. 90’                                                                |
| 25-2-2025                                                               | Budapest                                                                | Ungheria                                                                | 0 – 1                                                                   | Finlandia                                                               | UEFA Women's Nations League 2025 - 1° turno                             | -                                                                       | Cap. 89’                                                                |
| 4-4-2025                                                                | Győr                                                                    | Ungheria                                                                | 0 – 1                                                                   | Serbia                                                                  | UEFA Women's Nations League 2025 - 1° turno                             | -                                                                       | Cap. 75’                                                                |
| 30-5-2025                                                               | Vojvodina                                                               | Serbia                                                                  | 1 – 0                                                                   | Ungheria                                                                | UEFA Women's Nations League 2025 - 1° turno                             | -                                                                       | Cap.                                                                    |
| 3-6-2025                                                                | Seghedino                                                               | Ungheria                                                                | 0 – 0                                                                   | Bielorussia                                                             | UEFA Women's Nations League 2025 - 1° turno                             | -                                                                       | Cap.                                                                    |
| Totale                                                                  |                                                                         | Presenze (2º posto)                                                     | 127                                                                     |                                                                         | Reti (8º posto)                                                         | 21                                                                      |                                                                         |

## Palmarès

### Club
- Campionato ungherese: 2

MTK Hungária: 2012-2013, 2013-2014
- Campionato tedesco di seconda divisione: 1

Bayer Leverkusen: 2017-2018
- Coppa d'Ungheria femminile: 2

MTK Hungária: 2012-2013, 2013-2014

### Individuale
- Calciatrice ungherese dell'anno: 2

2021, 2024